# NGC 600
NGC 600 est une petite galaxie spirale barrée située dans la constellation de la Baleine. NGC 600 a été découverte par l'astronome germano-britannique William Herschel en 1785.

## Caractéristiques
Sa vitesse par rapport au fond diffus cosmologique est de 1 549 ± 20 km/s, ce qui correspond à une distance de Hubble de 22,9 ± 1,6 Mpc (∼74,7 millions d'al).
À ce jour, huit mesures non basées sur le décalage vers le rouge (redshift) donnent une distance de 6,378 ± 6,776 Mpc (∼20,8 millions d'al), ce qui est à l'extérieur des valeurs de la distance de Hubble. Sept des huit mesures mentionnées situent NGC 600 à une distance inférieure à 5,0 Mpc, ce qui est incohérent. Seule la dernière mesure est compatible avec la distance obtenue par le décalage vers le rouge, distance qu'on appelle parfois, distance de Hubble.
La classe de luminosité de NGC 600 est IV et elle présente une large raie HI. Elle renferme également des régions d'hydrogène ionisé. C'est une galaxie brillante dans le domaine des rayons X,.
En raison d'une brillance de surface égale à 14,32 mag/am2, on peut qualifier NGC 600 de galaxie à faible brillance de surface (LSB en anglais pour low surface brightness). Les galaxies LSB sont des galaxies diffuses (D) avec une brillance de surface inférieure de moins d'une magnitude à celle du ciel nocturne ambiant.

## Groupe de NGC 584
NGC 600 fait partie du groupe de NGC 584 qui comprend 9 galaxies brillantes dans le domaine des rayons X : NGC 584, NGC 586, NGC 596, NGC 600, NGC 615, NGC 636, IC 127, UGCA 17 et KDG 007.